# Heinrich von Zwiefalten
Heinrich I. von Zwiefalten OSB (* im 13. Jahrhundert; † im 13. Jahrhundert) war von 1238 bis 1262 Prior des Klosters Ochsenhausen im heutigen Landkreis Biberach in Oberschwaben. Er wird in der römisch-katholischen Kirche als Seliger verehrt. Sein liturgischer Gedenktag ist der 4. November.
Heinrich stammte aus dem Geschlechte der Boßonen von Zwiefalten (Bossen zu Zwiefalten) aus Zwiefalten. Durch seine großzügigen Güterschenkungen entwickelte sich das Kloster zusehends.